# Anthony Matos
Anthony Gabriel Matos Rivero (Puerto Ordaz, Estado Bolívar, Venezuela; 10 de junio de 1995) es un futbolista venezolano que juega como defensa en Zamora Fútbol Club de la Primera División de Venezuela.

## Trayectoria
Anthony Matos inició su carrera como futbolista desde muy pequeño en las categorías inferiores de Mineros de Guayana donde tuvo su debut profesional con la filial negriazul, esto le valió para hacerse un puesto en el primer equipo y ver minutos en la Primera División de Venezuela, se mantuvo en el club hasta el primer semestre del 2016 cuando fue presentado en el Deportivo La Guaira , en calidad de cedido, cesión que duró 6 meses, luego retornó a la escuadra minerista hasta la actualidad. En 2023 fue anunciado por Estudiantes de Mérida

## Clubes
| Club                  | País      | Año         | Partidos | Goles |
| --------------------- | --------- | ----------- | -------- | ----- |
| Mineros de Guayana    | Venezuela | 2013 - 2015 | 58       | 1     |
| Deportivo La Guaira   | Venezuela | 2016        | 12       | 1     |
| Mineros de Guayana    | Venezuela | 2016 -2019  | 50       | 2     |
| Estudiantes de Mérida | Venezuela | 2023        |          |       |
| Total                 | Total     | Total       | 120      | 4     |

## Palmarés

### Torneo Nacionales
| Título         | Club               | País      | Año  |
| -------------- | ------------------ | --------- | ---- |
| Copa Venezuela | Mineros de Guayana | Venezuela | 2017 |